# Edmond de Martimprey
Pour les articles homonymes, voir Martimprey.
Edmond-Louis-Marie, comte de Martimprey, né le 2 septembre 1849 à Paris, ville où il est mort le 22 novembre 1892 en son domicile dans le 8e arrondissement au 182 Bd Hausman, est un homme politique français.

## Biographie
Fils du général Edmond-Charles de Martimprey et gendre de Jules Brabant, il se destina à la carrière des armes. Sorti de l'École de Saint-Cyr en 1870, il fut envoyé dans un régiment de cavalerie de l'armée de Metz, prit part aux combats de Gravelotte et de Saint-Privat, fut fait lieutenant sur le champ de bataille, et, prisonnier en Allemagne en vertu de la capitulation, revint en France après six mois de captivité. Après avoir été capitaine d'état-major du général de La Hayrie à Reims, il rentra dans la vie civile, et, en 1876, s'associa avec son beau-père dans la direction d'un grand établissement à Cambrai. 
Porté, aux élections générales du 4 octobre 1885, sur la liste conservatrice du département du Nord, il fut élu député. Il prit place à droite, combattit la politique scolaire et coloniale des ministères républicains, vota contre l'expulsion des princes, pour la surtaxe des céréales et des bestiaux, parla contre la loi militaire, demanda des explications au gouvernement sur les accidents des torpilleurs 102 et 110, et se prononça, dans la dernière session, contre le rétablissement du scrutin d'arrondissement, pour l'ajournement indéfini de la révision de la Constitution, contre les poursuites contre trois députés membres de la Ligue des patriotes, contre le projet de loi Lisbonne restrictif de la liberté de la presse, contre les poursuites contre le général Boulanger.

## Distinctions
- Chevalier de la Légion d'honneur (5 juillet 1882)[2]
- Officier du Nichan Iftikhar

## Sources
- « Edmond de Martimprey », dans Adolphe Robert et Gaston Cougny, Dictionnaire des parlementaires français, Edgar Bourloton, 1889-1891 [détail de l’édition]